# Museo Zapadores, Ciudad del Arte
El Museo Zapadores, Ciudad del Arte en el barrio Fuencarral de Madrid, es un antiguo cuartel militar convertido en un espacio de arte contemporáneo con una colección permanente del Museo C.A,V. La Neomudéjar.

## Descripción
Inaugurada en septiembre de 2018 la ciudad de Arte Zapadores nace de un proyecto impulsado por Néstor Prieto y Francisco Brives para una nueva forma de ver el arte, un centro de arte de vanguardia y experimentación artística. Ubicado en el antiguo y abandonado Cuartel de Zapadores Ferroviarios del Ejército en una superficie de 23000 metros cuadrados, el Centro cuenta con estudios para 30 artistas autogestionados. Tiene una nave donde desarrollan actividades como conferencias, exposiciones, talleres y debates. Cuentan con varias galerías de arte para exposiciones temporales.

## Colección permanente y exposiciones
La colección permanente es del Museo C.A,V. La Neomudéjar y alberga en una sala de 4000 metros cuadrados con obras de Antonio Alvarado, Mario Maffioli, Rafael Peñalver, Paz Muro,  Fabio Herrera, Mahé Boissel, Pilar Carpio, Julio Ovejero, Alberto Corazón, Rossella Matamoros, Jacqueline Bonacic-Doric, Orest Antoshkiv, Ana Dévora, Ze Carrión, Marc Janus, Fardou Keuning, Guy Deuning, Javier Marten, Almudena Tapias, Johana Kirby y Aimee Joaristi.
En 2019 mostraron en colaboración con ARCO la exposición Tomorowland del artista vasco Alfredo Bikondoa.En 2023 presentaron la colectiva PANORAMA 2023: 45 años reivindicando el Estatuto del Artista con obras de Ana Marcos, Pablo Genovés Parrondo, Luis Gordillo, Daniel Garbade, Marisa González, Hugo Wirz, Luis Fega, Alfredo Alcain, Antonio Alvarado, Carol Solar, Pepe Buitrago, Gabriela Grech y Clara Carvajal entre otros.

## Desaparición
El museo podría tener  los días contados. El proyecto Madrid Nuevo Norte del Ayuntamiento de Madrid, tiene previsto su desaparición, aunque se inauguró con la vista de tenerlo en funcionamiento por lo menos 15 años según sus directores.